# Éric Cesari
Éric Cesari, né le 7 novembre 1959 à Marseille, est un homme politique français.
Il a été directeur général de l'Union pour un mouvement populaire et a été, jusqu'en 2016, président de la communauté d'agglomération Seine-Défense.

## Biographie
Éric Cesari, fils d'un chauffeur de taxi marseillais et petit-fils d'un boulanger corse, est diplômé de la faculté de droit et des sciences politiques de l'université Aix-Marseille-III et titulaire d'un master d'HEC (Executive MBA).
Éric Cesari adhère au Rassemblement pour la République en 1978. En 1993, il quitte le secteur privé pour rejoindre le cabinet de Charles Pasqua au ministère de l'Intérieur.
De mars 2001 à mars 2008, Éric Cesari est adjoint au maire de Rouen chargé de la sécurité et vice-président de la communauté d'agglomération de Rouen entre novembre 2004 et avril 2008. 
Il rejoint Nicolas Sarkozy en 2004. En 2008, ce dernier l' « installe »  à l'UMP comme directeur général à la suite de Jérôme Peyrat. Il habite alors à Courbevoie et rejoint la liste de Jacques Kossowski, il sera élu comme conseiller municipal.
Après l'élection présidentielle 2012 perdue par Nicolas Sarkozy, il est l'un des membres fondateurs de l'association des Amis de Nicolas Sarkozy.
Après les élections municipales de mars 2014, Éric Cesari est adjoint au maire de Courbevoie puis, en avril 2014, il devient président de la communauté d'agglomération Seine-Défense, qui rassemble Courbevoie et Puteaux soit près de 133 000 habitants.
Dans le cadre de l'affaire Bygmalion, Jérôme Lavrilleux affirme qu'Éric Cesari a participé à la « ventilation des comptes » permettant de déterminer les factures qui ont été attribuées à l'UMP et celles attribuées aux comptes de campagne de Nicolas Sarkozy.  Éric Cesari conteste ces allégations. Cependant, Franck Attal, patron d'Event et Cie, a affirmé aux policiers qu'il serait, avec Jérôme Lavrilleux, à l'origine de la solution des fausses factures.
En juin 2014, Alain Juppé et François Fillon souhaitent qu'Éric Cesari quitte ses fonctions de directeur général de l'UMP. Son départ est effectif le 15 juin, au profit de Philippe Gustin, un proche de Luc Chatel.
Il est élu le 21 janvier 2016 vice-président de la métropole du Grand Paris.
Il est élu président du Syctom en septembre 2020, mais l'annulation de son élection est confirmée en appel le 12 juillet 2022.
En janvier 2021, Les Républicains sont condamnés à verser 159 000 euros à l'ancien directeur général de l’UMP, le conseil de prud’hommes de Paris estimant que son licenciement en 2014 était irrégulier. En effet, sa lettre de licenciement aurait dû être signée par Alain Juppé, François Fillon ou Jean-Pierre Raffarin, qui avaient pris la direction du parti, et non par Luc Chatel.
Le 30 septembre 2021, dans le cadre de l'affaire Bygmalion, il est condamné à trois ans de prison dont deux fermes. Il est jugé en appel à partir du 8 novembre 2023. Le 14 février 2024, il est finalement condamné à deux ans d’emprisonnement, dont 18 mois avec sursis, ainsi qu'à cinq ans d’inéligibilité.

## Décoration
- Officier de l'ordre des Palmes académiques (2004)[18]